# Sally du Randt
Sally du Randt (* 8. Juni 1965 in Vryburg, Südafrika) ist eine südafrikanische Opern-, Operetten-, Lied- und Konzertsängerin in der Stimmlage Sopran.

## Leben
Nach dem Abitur studierte Sally du Randt von 1985 bis 1990 Gesang an der Potchefstroom Universität bei Werner Nel. 1992 nahm sie Privatunterricht bei Marita Napier.
In ihrem Heimatland gewann sie mehrere renommierte Gesangswettbewerbe: Oude-Meester (1987); ATKV-Forté-Wettbewerb (1987 und 1990) u. a. Von 1990 bis 1991 hatte Sally du Randt an der Universität von Potchefstroom einen Lehrauftrag für Gesang und 1993 an der Universität von Pretoria. Im Jahre 1994 gewann sie den Ersten Preis in der Kategorie Operette beim 13. Internationalen Hans-Gabor-Belvedere-Gesangswettbewerb und wurde Finalistin in der Kategorie Oper. Ein Jahr später wurde sie Mitglied des Kapstadter Opernstudios.
Ihr erstes Engagement in Europa führte die Sopranistin 1996 ans Stadttheater Regensburg, wo sie u. a. folgende Partien sang: Cio Cio San in Madama Butterfly, Aida in Aida, Tatjana in Eugen Onegin, Chrysothemis in Elektra, Ariadne in Ariadne auf Naxos, Olympia, Antonia und Giulietta in Hoffmanns Erzählungen, Konstanze in Die Entführung aus dem Serail, Marie im Wozzeck, Rosalinde in der Fledermaus und Elisabeth im Tannhäuser.
Seit der Spielzeit 2002/2003 ist sie Ensemblemitglied am Stadttheater Augsburg. Dort brillierte sie bisher u. a. als Cio Cio San (Madame Butterfly), Elisabeth (Tannhäuser), Floria Tosca (Tosca), Desdemona (Otello), als Norma (konzertant), Dorota (Schwanda, der Dudelsackpfeifer), Fiordiligi (Così fan tutte), Armelia (Ein Maskenball), als Tochter (Cardillac), Adriana in Adriana Lecouvreur, Leonore in Fidelio und anderen tragenden Rollen. In der Spielzeit 2008/2009 sang die Künstlerin darüber hinaus am Landestheater Niederbayern die Marietta (Marie) in Korngolds „Die tote Stadt“. Für die Spielzeit 2009/2010 standen erstmals Hauptrollen in Verdis „Don Carlos“, Schrekers „Der ferne Klang“, Puccinis „Turandot“ und in Kaiserslautern Korngolds „Das Wunder der Heliane“  auf dem Programm.
Gastengagements führten die Sopranistin u. a. nach Roodepoort an das Civic Theater, das Staatstheater in Pretoria, an das National Theater in Windhoek, das Landestheater Linz, an die Bühnen von Nürnberg, Passau, Ulm, Kassel, Kaiserslautern, Braunschweig und Salzburg. In Trier sang sie bei den Antiken-Festspielen 1998 die Chrysothemis in Elektra von Richard Strauss, an der Seite von Hildegard Behrens, Anja Silja und Franz Grundheber. An der Bayerischen Staatsoper in München sang sie die Helmwige in Die Walküre und im Mai 2005 gastierte sie im Vatikan.
Die Künstlerin hat sich dem Lied genauso verschrieben wie der Oper. Ihre Konzerte führen sie in viele Städte Europas sowie nach Südafrika.
Sally du Randt war mit dem am 10. März 2011 verstorbenen Musiker Ralf Gollmitzer verheiratet.
Am 9. November 2024 wurde der Sopranistin für ihre Leistungen die Dienstbezeichnung Bayerische Kammersängerin verliehen.

## Rollen (Auswahl)
- 2014: Jenůfa (als Jenufa)
- 2014: Lohengrin (als Elsa von Brabant)
- 2015: Wozzeck (als Marie)
- 2015: Der König Kandaules (als Nyssia)
- 2015: Hoffmanns Erzählungen (als Giulietta)